# Передаточная функция
Пeрeда́точная фу́нкция — один из способов математического описания динамической системы.  Используется в основном в теории управления, связи и цифровой обработке сигналов. Представляет собой дифференциальный оператор, выражающий связь между входом и выходом линейной стационарной системы. Зная входной сигнал системы и передаточную функцию, можно восстановить выходной сигнал.
В теории управления передаточная функция непрерывной системы представляет собой отношение преобразования Лапласа выходного сигнала к преобразованию Лапласа входного сигнала при нулевых начальных условиях.
Так как передаточная функция системы полностью определяет ее динамические свойства, то первоначальная задача расчета САР сводится к определению ее передаточной функции. При расчете настроек регуляторов широко используются достаточно простые динамические модели промышленных объектов управления. Передаточная функция является дробно-рациональной функцией комплексной переменной для разных систем.

## Линейные стационарные системы
Пусть {\displaystyle u(t)} — входной сигнал линейной стационарной системы, а {\displaystyle y(t)} — её выходной сигнал. Тогда передаточная функция {\displaystyle W(s)} такой системы записывается в виде:
{\displaystyle W(s)={\frac {Y(s)}{U(s)}},}
где {\displaystyle s=\sigma +j\omega } — оператор передаточной функции в преобразовании Лапласа,
{\displaystyle U(s)} и {\displaystyle Y(s)} — преобразования Лапласа для сигналов {\displaystyle u(t)} и {\displaystyle y(t)} соответственно:
{\displaystyle U(s)={\mathcal {L}}\left\{u(t)\right\}\equiv \int \limits _{0}^{+\infty }u(t)e^{-st}\,dt,}
{\displaystyle Y(s)={\mathcal {L}}\left\{y(t)\right\}\equiv \int \limits _{0}^{+\infty }y(t)e^{-st}\,dt.}

## Дискретная передаточная функция
Для дискретных и дискретно-непрерывных систем вводится понятие дискретной передаточной функции. Пусть {\displaystyle u(k)} — входной дискретный сигнал такой системы, а {\displaystyle y(k)} — её дискретный выходной сигнал, {\displaystyle k=0,1,2,\dots }. Тогда передаточная функция {\displaystyle W(z)} такой системы записывается в виде:
{\displaystyle W(z)={\frac {Y(z)}{U(z)}}},
где {\displaystyle U(z)} и {\displaystyle Y(z)} — z-преобразования для сигналов {\displaystyle u(k)} и {\displaystyle y(k)} соответственно:
{\displaystyle U(z)={\mathcal {Z}}\left\{u(k)\right\}\equiv \sum _{k=0}^{\infty }u(k)z^{-k}},
{\displaystyle Y(z)={\mathcal {Z}}\left\{y(k)\right\}\equiv \sum _{k=0}^{\infty }y(k)z^{-k}}.

## Связь с другими динамическими характеристиками
- АФЧХ системы можно получить из передаточной функции с помощью формальной замены комплексной переменной {\displaystyle s} на {\displaystyle j\omega }:

{\displaystyle W(j\omega )\equiv W(s),s=j\omega }.
- Импульсная переходная функция является оригиналом (в смысле преобразования Лапласа) для передаточной функции.

## Свойства передаточной функции, полюсы и нули передаточной функции
1. Для стационарных систем (т. е. систем с неизменяемыми параметрами компонентов) и с сосредоточенными параметрами передаточная функция — это дробно-рациональная функция комплексной переменной {\displaystyle s}:
{\displaystyle W(s)={\frac {R(s)}{Q(s)}}={\frac {b_{0}s^{m}+b_{1}s^{m-1}+\dots +b_{m}}{a_{0}s^{n}+a_{1}s^{n-1}+\dots +a_{n}}}}.
2. Знаменатель и числитель передаточной функции — это характеристические полиномы дифференциального уравнения движения линейной системы. Полюсами передаточной функции называют корни характеристического полинома знаменателя, нули — корни характеристического полинома числителя.
3. В физически реализуемых системах порядок полинома числителя передаточной функции {\displaystyle m} не может превышать порядка полинома её знаменателя {\displaystyle n}, то есть {\displaystyle m\leq n}
4. Импульсная переходная функция представляет собой оригинал (преобразования Лапласа) для передаточной функции.
5. При формальной замене {\displaystyle s=j\omega } в {\displaystyle W(s)} получается комплексная передаточная функция системы, описывающая одновременно амплитудно-частотную (в виде модуля этой функции) и фазо-частотную характеристики системы как её аргумент.

## Матричная передаточная функция
Для MIMO-систем вводится понятие матричной передаточной функции. Матричная передаточная функция от вектора входа системы {\displaystyle U(t)} до вектора выхода {\displaystyle Y(t)} — это матрица {\displaystyle W=\{w_{i,j}\}}, элемент {\displaystyle i}-й строки {\displaystyle j}-го столбца представляет собой передаточную функцию системы от {\displaystyle i}-й координаты вектора входа системы до {\displaystyle j}-й координаты вектора выхода.